# Mario Vavro
Mario Vavro (Sisak, 1998.) hrvatski je streličar.

## Životopis
Rođen je 1998. u Sisku, gdje je pohađao Opću sisačku gimnaziju. Studij računarstva pohađao je na Tehničkom veleučilištu u Zagrebu. Streličarstvom se počeo profesionalno baviti od 2005. godine.
Osvojio je prvo mjesto na svjetskom FIELD prvenstvu 2014. godine u juniorskoj kategoriji, ostvario europski rekord u seniorskoj kategoriji 2015. godine, prvo mjesto na Europskom dvoranskom prvenstvu 2013. godine u juniorskoj kategoriji, dvije pobjede na Europskom grand prixu za 2014. i 2015. godinu te pobjedu na Berlin openu 2014. godine.
Godine 2017. prelazi iz Siscije u Streličarski klub Samobor te postaje državni prvak u dvorani i na otvorenom (FIELD streličarstvo). Ujedno je bio jedini hrvatski streličar koji je u natjecanju složenim lukom izborio nastup na Ljetnoj univerzijadi u tajvanskom Taipeiju krajem kolovoza iste godine. Nakon uspješnog prednatjecanja s 695 krugova (4. mjesto), u završnici Univerzijade osvojio je brončano odličje. Do bronce je došao pobjedom nad Korejcem Kim Taeyoon-om, osvajačem srebra s prethodne Univerzijade. U raspucavanju za ulazak u borbu za zlato izgubio je za lošiji krug. Njegova bronca bila je ujedno i prvo odličje za Hrvatsku na tom izdanju Univerzijade.
Ljubitelj je metal glazbe i dragovoljac u Udruzi mladih Siska.